# Magnificent
«Magnificent» es el segundo sencillo del álbum de la banda irlandesa U2, No Line on the Horizon (2009). La canción se llamaría originalmente "French Disco", pero fue renombrada más tarde en las sesiones de grabación. La canción se tituló originalmente "French Disco", pero se renombró más tarde en las sesiones de grabación. Se toca antes del inicio de todos los partidos en casa de los New York Rangers en el Madison Square Garden.
El sencillo fue lanzado el 4 de mayo de 2009 y alcanzó el puesto 42 en la lista de singles del Reino Unido. Aunque fue bien recibido por la crítica, fue el primer sencillo de U2 lanzado en el país que no llegó al Top 40 del Reino Unido desde "A Celebration" en 1982. embargo, alcanzó el número uno en la lista de singles escoceses, su segundo sencillo de No Line on the Horizont para hacerlo.

## Escritura y grabación
"Magnificent" se originó a partir de las improvisadas sesiones de grabación de la banda con Brian Eno y Daniel Lanois en Fez, Marruecos en junio de 2007. La pista se creó a partir de una serie de cambios de acordes en medio de un atasco. The Edge señaló que "La progresión básica de acordes tenía un poder que inspiraba a todos. Creo que todos sabíamos que era intrínsecamente alegre, lo cual es raro". Un grupo de percusionistas marroquíes tocó junto con la banda, y el resultado rápidamente se convirtió en un favorito de la banda durante las sesiones.
Bono señaló que la letra fue influenciada tanto por Cole Porter como por Bach, y que la canción trata sobre "dos amantes abrazándose y tratando de convertir su vida en adoración". Lanois describió los orígenes de la canción: "Queríamos tener algo eufórico y a Bono se le ocurrió esa pequeña melodía. Y le encantó esa melodía y se mantuvo firme. Casi como una fanfarria. Y luego me involucré en el proceso lírico de eso, porque queríamos hablar sobre el sacrificio que uno hace por su medio o su arte. Pensé que tenía que ver con un escenario en Nueva York en la década de 1950; mirar por la ventana de un dormitorio pequeño. Tal vez una figura tipo Charlie Parker ".

### Remixes
La canción ha sido remezclada en numerosas ocasiones, incluidas versiones de Dave Audé, Pete Tong, Redanka, Fred Falke y Adam K & Soha. Los remixes estuvieron disponibles simultáneamente con el lanzamiento del single de la canción. En el Reino Unido, los Magnificent Remixes fueron los que más escalaron en el Upfront Club Chart en el número 3, y están en el número 4 en el Cool Cuts Chart. will.i.am participó en la creación de un remix aún inédito.
La línea de base sintetizada de 180 Version Remix de Redanka es similar a la exitosa canción de 1977 de Donna Summer "I Feel Love".
La edición de radio y la edición del Reino Unido son versiones ligeramente diferentes de la canción, siendo la diferencia más destacada una alteración en la primera letra.

## Video musical
El videoclip fue filmado en la ciudad de Fez, Marruecos. Fue dirigido por Alex Courtes, quien había trabajado anteriormente con la banda para el video de "Get on Your Boots". Fue estrenado en Internet el 6 de mayo de 2009.

## Recepción
Tras el lanzamiento de No Line on the Horizon, muchos críticos llamaron a "Magnificent" uno de los aspectos más destacados del álbum. Q escribió que "se hace eco de la pista de apertura de The Unforgettable Fire "A Sort of Homecoming"en su barrido atmosférico", y también lo etiqueta como un "himno de construcción lenta con el ambiente de "The Unforgettable Fire" y un reinicio de" Who's Gonna Ride Your Wild Horses.

## En directo
«Magnificent» debutó en el "No Line On The Horizon Promo Tour", mini-gira promocional anterior al 360° Tour, siendo tocada en un recital en el techo de la BBC en Londres, en el programa de televisión estadounidense Late Show with David Letterman, y en un mini concierto dado en la Universidad de Fordham, que fuera grabado para el programa Good Morning America.
Ya dentro de las giras musicales del grupo, la canción formó parte del 360° Tour de 2009-11, y se tocó durante toda la gira salvo en algunos conciertos de la 7ª y última manga. En la siguiente gira, el Innocence + Experience Tour de 2015, la canción solo se tocó en un concierto celebrado en Ámsterdam el 13 de septiembre de 2015. Sería la última vez que la canción se interpretase en directo por el grupo.

## Lista de canciones

### 7": Island / TBC
| N.º | Título                                           | Duración |  |
| 1.  | «Magnificent»                                    | 4:21     |  |
| 2.  | «Breathe (Live from Somerville Theatre, Boston)» | 4:45     |  |

### CD: Island / TBC
| N.º | Título                                           | Duración |  |
| 1.  | «Magnificent»                                    | 4:21     |  |
| 2.  | «Breathe (Live from Somerville Theatre, Boston)» | 4:45     |  |

| N.º | Título                                           | Duración |  |
| 1.  | «Magnificent»                                    | 4:21     |  |
| 2.  | «Vertigo (Live from Somerville Theatre, Boston)» | 3:48     |  |
| 3.  | «Get on Your Boots (Justice Remix)»              | 3:26     |  |

### CD: Island / INTR-12571-2
| N.º | Título        | Duración |  |
| 1.  | «Magnificent» | 4:21     |  |

### Magnificent Remixes (USA Release through masterbeat.com)[14]
| Masterbeat digital release |                                                          |          |  |
| N.º                        | Título                                                   | Duración |  |
| 1.                         | «Magnificent» (Dave Audé Club Remix)                     | 7:33     |  |
| 2.                         | «Magnificent» (Dave Audé Club Dub Remix)                 | 7:46     |  |
| 3.                         | «Magnificent» (Dave Audé Instrumental)                   | 7:29     |  |
| 4.                         | «Magnificent» (Fred Falke Full Club Mix)                 | 7:19     |  |
| 5.                         | «Magnificent» (Fred Falke Instrumental)                  | 7:19     |  |
| 6.                         | «Magnificent» (Fred Falke Radio Mix)                     | 3:58     |  |
| 7.                         | «Magnificent» (Adam K & Soha Club Mix)                   | 6:14     |  |
| 8.                         | «Magnificent» (Adam K & Soha Dub Mix)                    | 6:14     |  |
| 9.                         | «Magnificent» (Adam K & Soha Radio Mix)                  | 4:11     |  |
| 10.                        | «Magnificent» (Pete Tong & Paul Rogers Wonderland Remix) | 9:54     |  |
| 11.                        | «Magnificent» (Pete Tong & Paul Rogers Wonderland Dub)   | 6:51     |  |
| 12.                        | «Magnificent» (Redanka's 360 Version)                    | 7:23     |  |
| 13.                        | «Magnificent» (Redanka's 180 Version)                    | 8:18     |  |

## Posicionamiento en listas
| Listas (2009)                   | Mejor posición |
| ------------------------------- | -------------- |
| Austrian Singles Chart          | 51             |
| Belgian Singles Chart (Flandes) | 27             |
| Belgian Singles Chart (Valonia) | 14             |
| Canadian Hot 100                | 68             |
| Canadian Singles Chart          | 5              |
| Dutch MegaCharts                | 6              |
| European Hot 100 Singles        | 34             |
| French Singles Chart            | 15             |
| Greek Airplay Chart             | 2              |
| Irish Singles Chart             | 5              |

| Listas (2009)                      | Mejor posición |
| ---------------------------------- | -------------- |
| Italian Singles Chart              | 11             |
| Polish Singles Chart               | 1              |
| Slovak Airplay Chart               | 37             |
| Spanish Singles Chart              | 41             |
| Swedish Singles Chart              | 16             |
| Swiss Singles Chart                | 45             |
| UK Singles Chart                   | 42             |
| U.S. Billboard Hot 100             | 79             |
| U.S. Billboard Hot Dance Club Play | 2              |
| U.S. Billboard Triple A Tracks     | 2              |